# Чхутелі
Чхутелі (груз. ჩხუტელი) — село в Грузії.
За даними перепису населення 2014 року в селі проживає 591 особа.